# 松林青年站
松林青年站（韓語：송림청년역）是朝鮮民主主義人民共和國黄海北道松林市的一個鐵路車站，属于松林线。

## 邻近车站
松林线
長川里站 - 松林青年站